# Национальная библиотека Нигерии
Национальная библиотека Нигерии начала действовать в середине 1960-х годов, когда был принят закон «О Национальной библиотеке» 1964 года, который позже был заменён законом № 29 1970 года. До принятия закона «О Национальной библиотеке» серия образовательных конференций, проведённых в Ибадане, заложила интеллектуальную основу для создания сети библиотек, финансируемых правительством для обеспечения доступности учебных материалов для граждан Нигерии. Позднее в связи с потребностью создания местного хранилища знаний был создан правительственный консультативный комитет. Ему было поручено найти способ оказать правительству помощь в привлечении внимания к интеллектуальным основам его политики, создании Национального библиографического центра и условий для распространения знаний. Комитет был первым крупным официальным органом, который призвал к созданию Национальной библиотеки в своих рекомендаций. Правительство согласилось с комитетом и предприняло шаги для создания Национальной библиотеки.

## История и организация
Строительство библиотеки началось в 1962 году, и она была окончательно открыта в ноябре 1964 года. Штаб-квартира была перенесена из Лагоса в Абуджа 1995.
Закон о библиотеке, принятый Палатой представителей Нигерии, гарантировал финансовую помощь проекту, закон также предусматривал положения о подготовке персонала и создании совета директоров, состоящего из профессионалов. В соответствии с требованиями нигерийской республики и Ассамблеи была нанята группа из 15 подготовленных библиотекарей для обеспечения позитивной функции по развитию и укомплектованию библиотеки персоналом.